# Rinaldo Cruzado
Paulo Rinaldo Cruzado Durand (Lima, 21 settembre 1984) è un ex calciatore peruviano, di ruolo centrocampista.

## Carriera

### Club
Milita nel settore giovanile dell'Academia Tito Drago prima di passare, nel 2002, all'Alianza Lima, con cui debutta nel 2003 nella Prima Divisione. Con la squadra vince tre titoli nazionali, fino al 2006.
Nel gennaio 2007 si trasferisce alla società svizzera del Grasshopper, con cui debutta in campionato il 10 febbraio 2007 contro lo Zurigo.
Il 1º agosto 2008 lascia il Grasshopper e ritorna in Perù, passando allo Sporting Cristal, che quell'anno finisce la stagione al secondo posto in classifica.
A gennaio 2009 si trasferisce in Iran, all'Esteghlal.
Successivamente fa nuovamente ritorno in patria, allo Juan Aurich, con cui sigla anche 4 gol nella stagione 2010-2011.
Il 5 agosto 2011 viene ufficializzato il suo passaggio al Chievo. Il 26 agosto 2012 realizza il suo primo gol in Italia nella partita d'esordio della Serie A 2012-2013 contro il Bologna.
Il 12 febbraio 2013 viene ceduto al Newell's Old Boys, con cui gioca 5 partite in Coppa Libertadores e 10 partite in campionato, nel quale segna anche 2 reti.

### Nazionale
Fa il suo debutto con la nazionale peruviana l'11 maggio 2006, contro Trinidad e Tobago. Partecipa anche alla Copa América 2011, in cui il Perù si classifica terzo.

## Statistiche

### Presenze e reti nei club
Statistiche aggiornate al 31 gennaio 2013.
| Stagione            | Squadra             | Campionato          | Campionato | Campionato | Coppe nazionali | Coppe nazionali | Coppe nazionali | Coppe continentali | Coppe continentali | Coppe continentali | Altre coppe | Altre coppe | Altre coppe | Totale | Totale |
| Stagione            | Squadra             | Comp                | Pres       | Reti       | Comp            | Pres            | Reti            | Comp               | Pres               | Reti               | Comp        | Pres        | Reti        | Pres   | Reti   |
| ------------------- | ------------------- | ------------------- | ---------- | ---------- | --------------- | --------------- | --------------- | ------------------ | ------------------ | ------------------ | ----------- | ----------- | ----------- | ------ | ------ |
| 2002                | Alianza Lima        | CD                  | 1          | 0          |                 | -               | -               |                    | -                  | -                  |             | -           | -           | 1      | 0      |
| 2003                | Alianza Lima        | CD                  | 12         | 0          |                 | -               | -               |                    | -                  | -                  |             | -           | -           | 12     | 0      |
| 2004                | Alianza Lima        | CD                  | 35         | 1          |                 | -               | -               |                    | -                  | -                  |             | -           | -           | 35     | 1      |
| 2005                | Alianza Lima        | CD                  | 25         | 1          |                 | -               | -               |                    | -                  | -                  |             | -           | -           | 25     | 1      |
| 2006                | Alianza Lima        | CD                  | 42         | 5          |                 | -               | -               |                    | -                  | -                  |             | -           | -           | 42     | 5      |
| Totale Alianza Lima | Totale Alianza Lima | Totale Alianza Lima | 115        | 7          |                 | -               | -               |                    | -                  | -                  |             | -           | -           | 115    | 7      |
| gen-giu. 2007       | Grasshoppers        | SSL                 | 8          | 0          | CS              | 1               | 0               |                    | -                  | -                  |             | -           | -           | 9      | 0      |
| 2007-2008           | Grasshoppers        | SSL                 | 26         | 2          | CS              | 3               | 0               | -                  | -                  | -                  |             | -           | -           | 29     | 2      |
| ago. 2008           | Grasshoppers        | SSL                 | 1          | 0          | CS              | -               | -               | Int                | 2                  | 0                  |             | -           | -           | 3      | 0      |
| Totale Grasshoppers | Totale Grasshoppers | Totale Grasshoppers | 35         | 2          |                 | 4               | 0               |                    | 2                  | 0                  |             | -           | -           | 37     | 2      |
| 2008                | Sporting Cristal    | CD                  | 12         | 0          |                 | -               | -               |                    | -                  | -                  |             | -           | -           | 12     | 0      |
| 2009-2010           | Esteghlal           | PL                  | 18         | 1          |                 | -               | -               | ACL                | 2                  | 0                  |             | -           | -           | 20     | 1      |
| 2010                | Juan Aurich         | CD                  | 15         | 0          |                 | -               | -               |                    | -                  | -                  |             | -           | -           | 15     | 0      |
| 2011                | Juan Aurich         | CD                  | 13         | 4          |                 | -               | -               |                    | -                  | -                  |             | -           | -           | 13     | 4      |
| Totale Juan Aurich  | Totale Juan Aurich  | Totale Juan Aurich  | 28         | 4          |                 | -               | -               |                    | -                  | -                  |             | -           | -           | 28     | 4      |
| 2011-2012           | Chievo              | A                   | 20         | 0          | CI              | 2               | 0               |                    | -                  | -                  |             | -           | -           | 22     | 0      |
| 2012-2013           | Chievo              | A                   | 5          | 1          | CI              | 0               | 0               |                    | -                  | -                  |             | -           | -           | 5      | 1      |
| Totale Chievo       | Totale Chievo       | Totale Chievo       | 25         | 1          |                 | 2               | 0               |                    | -                  | -                  |             | -           | -           | 27     | 1      |
| Totale carriera     | Totale carriera     | Totale carriera     | 231        | 15         |                 | 6               | 0               |                    | 4                  | 0                  |             | -           | -           | 241    | 15     |

### Cronologia presenze e reti in nazionale
| Cronologia completa delle presenze e delle reti in nazionale ― Perù | Cronologia completa delle presenze e delle reti in nazionale ― Perù | Cronologia completa delle presenze e delle reti in nazionale ― Perù | Cronologia completa delle presenze e delle reti in nazionale ― Perù | Cronologia completa delle presenze e delle reti in nazionale ― Perù | Cronologia completa delle presenze e delle reti in nazionale ― Perù | Cronologia completa delle presenze e delle reti in nazionale ― Perù | Cronologia completa delle presenze e delle reti in nazionale ― Perù |
| Data                                                                | Città                                                               | In casa                                                             | Risultato                                                           | Ospiti                                                              | Competizione                                                        | Reti                                                                | Note                                                                |
| ------------------------------------------------------------------- | ------------------------------------------------------------------- | ------------------------------------------------------------------- | ------------------------------------------------------------------- | ------------------------------------------------------------------- | ------------------------------------------------------------------- | ------------------------------------------------------------------- | ------------------------------------------------------------------- |
| 27-8-2003                                                           | Lima                                                                | Perù                                                                | 0 – 0                                                               | Guatemala                                                           | Amichevole                                                          | -                                                                   | 67’                                                                 |
| 10-5-2006                                                           | Port of Spain                                                       | Trinidad e Tobago                                                   | 1 – 1                                                               | Perù                                                                | Amichevole                                                          | -                                                                   | Ammonizione                                                         |
| 16-8-2006                                                           | Lima                                                                | Perù                                                                | 0 – 2                                                               | Panama                                                              | Amichevole                                                          | -                                                                   |                                                                     |
| 6-9-2006                                                            | East Rutherford                                                     | Ecuador                                                             | 1 – 1                                                               | Perù                                                                | Amichevole                                                          | -                                                                   |                                                                     |
| 7-10-2006                                                           | Viña del Mar                                                        | Cile                                                                | 3 – 2                                                               | Perù                                                                | Amichevole                                                          | -                                                                   | 46’                                                                 |
| 11-10-2006                                                          | Tacna                                                               | Perù                                                                | 0 – 1                                                               | Cile                                                                | Amichevole                                                          | -                                                                   | 46’                                                                 |
| 14-11-2006                                                          | Kingston                                                            | Giamaica                                                            | 1 – 1                                                               | Perù                                                                | Amichevole                                                          | -                                                                   |                                                                     |
| 19-11-2006                                                          | Panama                                                              | Panama                                                              | 1 – 2                                                               | Perù                                                                | Amichevole                                                          | -                                                                   | 80’                                                                 |
| 31-5-2008                                                           | Huelva                                                              | Spagna                                                              | 2 – 1                                                               | Perù                                                                | Amichevole                                                          | -                                                                   | 37’ 46’                                                             |
| 8-6-2008                                                            | Chicago                                                             | Messico                                                             | 4 – 0                                                               | Perù                                                                | Amichevole                                                          | -                                                                   | 70’                                                                 |
| 17-6-2008                                                           | Montevideo                                                          | Uruguay                                                             | 6 – 0                                                               | Perù                                                                | Qual. Mondiali 2010                                                 | -                                                                   | 71’                                                                 |
| 18-11-2010                                                          | Bogotà                                                              | Colombia                                                            | 1 – 1                                                               | Perù                                                                | Amichevole                                                          | -                                                                   | 78’ 90+1’                                                           |
| 8-2-2011                                                            | Moquegua                                                            | Perù                                                                | 1 – 0                                                               | Panama                                                              | Amichevole                                                          | -                                                                   | 46’                                                                 |
| 29-3-2011                                                           | L'Aia                                                               | Ecuador                                                             | 0 – 0                                                               | Perù                                                                | Amichevole                                                          | -                                                                   |                                                                     |
| 1-6-2011                                                            | Niigata                                                             | Giappone                                                            | 0 – 0                                                               | Perù                                                                | Amichevole                                                          | -                                                                   | 73’                                                                 |
| 4-6-2011                                                            | Matsumoto                                                           | Rep. Ceca                                                           | 0 – 0                                                               | Perù                                                                | Amichevole                                                          | -                                                                   |                                                                     |
| 29-6-2011                                                           | Lima                                                                | Perù                                                                | 1 – 0                                                               | Senegal                                                             | Amichevole                                                          | -                                                                   | 61’                                                                 |
| 5-7-2011                                                            | San Juan                                                            | Perù                                                                | 1 – 1                                                               | Uruguay                                                             | Coppa America 2011 - 1º turno                                       | -                                                                   | 82’                                                                 |
| 9-7-2011                                                            | Mendoza                                                             | Perù                                                                | 1 – 0                                                               | Messico                                                             | Coppa America 2011 - 1º turno                                       | -                                                                   | 77’                                                                 |
| 16-7-2011                                                           | La Plata                                                            | Colombia                                                            | 0 – 2 dts                                                           | Perù                                                                | Coppa America 2011 - Quarti di finale                               | -                                                                   | 118’                                                                |
| 19-7-2011                                                           | La Plata                                                            | Perù                                                                | 0 – 2                                                               | Uruguay                                                             | Coppa America 2011 - Semifinale                                     | -                                                                   |                                                                     |
| 23-7-2011                                                           | La Plata                                                            | Perù                                                                | 4 – 1                                                               | Venezuela                                                           | Coppa America 2011 - Finale 3º posto                                | -                                                                   | 38’ 79’                                                             |
| 2-9-2011                                                            | Lima                                                                | Perù                                                                | 2 – 2                                                               | Bolivia                                                             | Amichevole                                                          | 1                                                                   |                                                                     |
| 7-10-2011                                                           | Lima                                                                | Perù                                                                | 2 – 0                                                               | Paraguay                                                            | Qual. Mondiali 2014                                                 | -                                                                   | 90’                                                                 |
| 11-10-2011                                                          | Santiago del Cile                                                   | Cile                                                                | 4 – 2                                                               | Perù                                                                | Qual. Mondiali 2014                                                 | -                                                                   | 11’                                                                 |
| 29-2-2012                                                           | Tunisi                                                              | Tunisia                                                             | 1 – 1                                                               | Perù                                                                | Amichevole                                                          | -                                                                   | 33’ 62’                                                             |
| 3-6-2012                                                            | Lima                                                                | Perù                                                                | 0 – 1                                                               | Colombia                                                            | Qual. Mondiali 2014                                                 | -                                                                   |                                                                     |
| 10-6-2012                                                           | Montevideo                                                          | Uruguay                                                             | 4 – 2                                                               | Perù                                                                | Qual. Mondiali 2014                                                 | -                                                                   |                                                                     |
| 15-8-2012                                                           | San José                                                            | Costa Rica                                                          | 0 – 1                                                               | Perù                                                                | Amichevole                                                          | -                                                                   |                                                                     |
| 7-9-2012                                                            | Lima                                                                | Perù                                                                | 2 – 1                                                               | Venezuela                                                           | Qual. Mondiali 2014                                                 | -                                                                   |                                                                     |
| 11-9-2012                                                           | Lima                                                                | Perù                                                                | 1 – 1                                                               | Argentina                                                           | Qual. Mondiali 2014                                                 | -                                                                   |                                                                     |
| 16-10-2012                                                          | Asunción                                                            | Paraguay                                                            | 1 – 0                                                               | Perù                                                                | Qual. Mondiali 2014                                                 | -                                                                   |                                                                     |
| 14-11-2012                                                          | Houston                                                             | Honduras                                                            | 0 – 0                                                               | Perù                                                                | Amichevole                                                          | -                                                                   | 68’                                                                 |
| 6-2-2013                                                            | Couva                                                               | Trinidad e Tobago                                                   | 0 – 2                                                               | Perù                                                                | Amichevole                                                          | 1                                                                   |                                                                     |
| 22-3-2013                                                           | Lima                                                                | Perù                                                                | 1 – 0                                                               | Cile                                                                | Qual. Mondiali 2014                                                 | -                                                                   |                                                                     |
| 6-9-2013                                                            | Lima                                                                | Perù                                                                | 1 – 2                                                               | Uruguay                                                             | Qual. Mondiali 2014                                                 | -                                                                   |                                                                     |
| 10-9-2013                                                           | Puerto La Cruz                                                      | Venezuela                                                           | 3 – 2                                                               | Perù                                                                | Qual. Mondiali 2014                                                 | -                                                                   | 63’                                                                 |
| 30-5-2014                                                           | Londra                                                              | Inghilterra                                                         | 3 – 0                                                               | Perù                                                                | Amichevole                                                          | -                                                                   | 26’                                                                 |
| 3-6-2014                                                            | Lucerna                                                             | Svizzera                                                            | 2 – 0                                                               | Perù                                                                | Amichevole                                                          | -                                                                   | 83’                                                                 |
| 5-8-2014                                                            | Lima                                                                | Perù                                                                | 3 – 0                                                               | Panama                                                              | Amichevole                                                          | -                                                                   | 67’                                                                 |
| 4-9-2014                                                            | Dubai                                                               | Iraq                                                                | 0 – 2                                                               | Perù                                                                | Amichevole                                                          | -                                                                   | 62’                                                                 |
| 9-9-2014                                                            | Doha                                                                | Qatar                                                               | 0 – 2                                                               | Perù                                                                | Amichevole                                                          | -                                                                   | 86’                                                                 |
| 10-10-2014                                                          | Valparaíso                                                          | Cile                                                                | 3 – 0                                                               | Perù                                                                | Amichevole                                                          | -                                                                   | 39’                                                                 |
| Totale                                                              |                                                                     | Presenze                                                            | 43                                                                  |                                                                     | Reti                                                                | 2                                                                   |                                                                     |

## Palmarès

### Club

#### Competizioni nazionali
- Campionato peruviano: 3

Alianza Lima: 2003, 2004, 2006